# Vyšný Klátov
Vyšný Klátov es un municipio del distrito de Košice-okolie en la región de Košice, Eslovaquia, con una población estimada a final del año 2024 de 487 habitantes.
Se encuentra ubicado en el centro de la región, en la cuenca hidrográfica del río Sajó (afluente derecho del Tisza) y cerca de la frontera con la región de Prešov y con Hungría.

## Demografía
| Año        | 1994 | 2004    | 2014     | 2024    |
| ---------- | ---- | ------- | -------- | ------- |
| Población  | 371  | 403     | 446      | 487     |
| Diferencia |      | +8,62 % | +10,66 % | +9,19 % |

| Año        | 2023 | 2024    |
| ---------- | ---- | ------- |
| Población  | 480  | 487     |
| Diferencia |      | +1,45 % |